# Jules Cambon
Pour les articles homonymes, voir Cambon.
Jules Cambon, né le 5 avril 1845 à Paris et mort le 19 septembre 1935 à Vevey en Suisse, est un diplomate et administrateur français.

## Biographie

### Jeunesse et études
Jules Cambon suit des études de droit.
Il est le frère cadet de Paul Cambon, lui-même diplomate et administrateur.

### Parcours professionnel

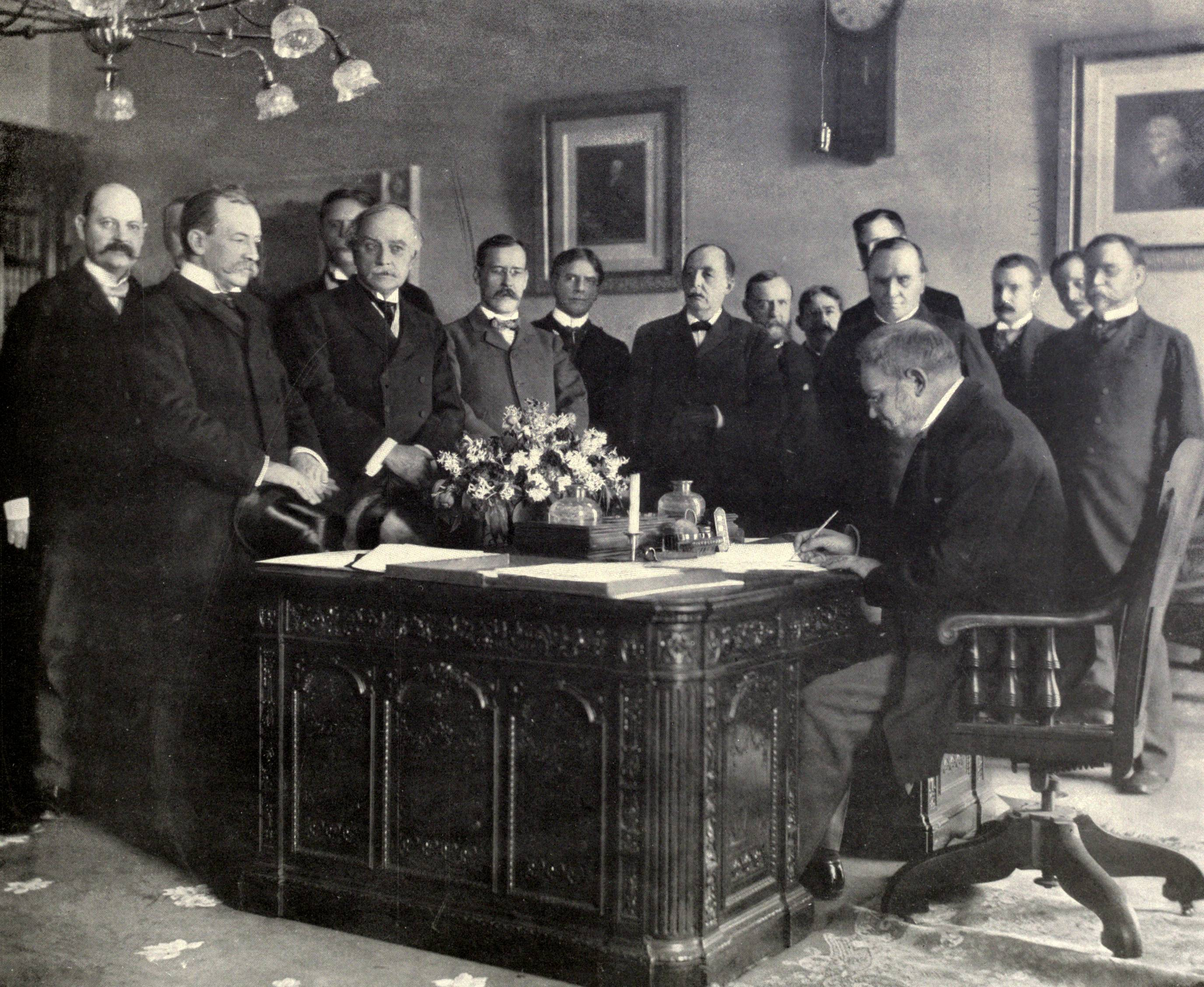
Jules Cambon signant le traité de Paris en 1898.

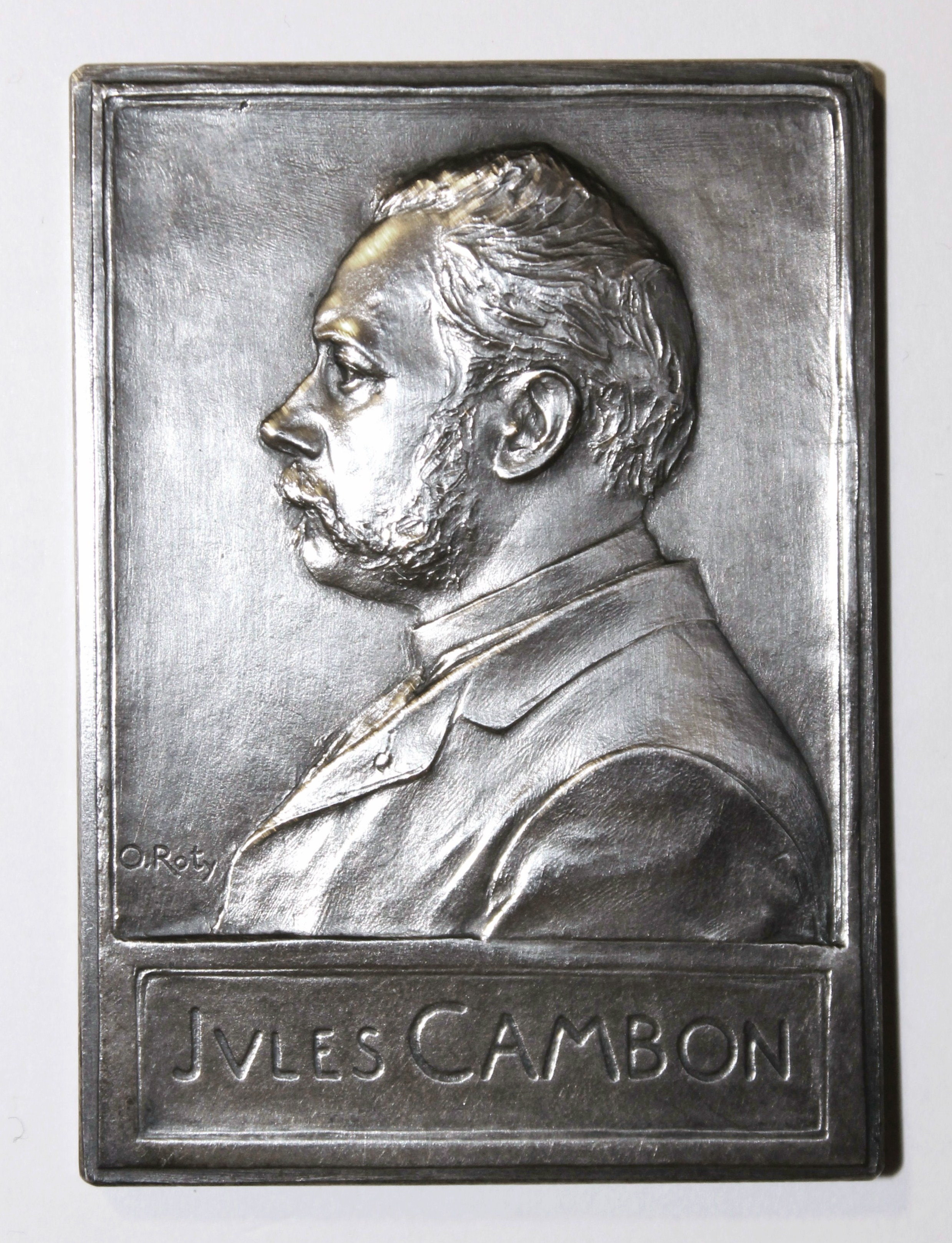
Médaille de Jules Cambon, gravée en 1892 par Oscar Roty.

Après avoir entamé une carrière d'avocat en 1866, il entre dans l'administration en 1871 et occupe plusieurs postes en Algérie. Il devient préfet du département du Nord en 1882, puis du département du Rhône en 1887. En 1891, il est nommé gouverneur général de l'Algérie.
En 1897, il est nommé ambassadeur de France à Washington. Il participe activement aux négociations de paix entre l'Espagne et les États-Unis et à l'élaboration du traité de Paris de 1898. Il est ensuite ambassadeur à Madrid en 1902, puis à Berlin en 1907, où il fréquente le salon politique de la princesse Radziwill, née Castellane. Le 3 août 1914, il reçoit la déclaration de guerre, se fait injurier par la foule devant son ambassade et a du mal à quitter le territoire allemand.
À partir de 1914, il est secrétaire général du ministère des Affaires étrangères. Grand-croix de la Légion d'honneur, il est élu membre de l'Académie française en 1918.
Le 4 juin 1917, Jules Cambon, alors secrétaire général du Quai d'Orsay, signe une lettre (en) adressée à Nahum Sokolow, un dirigeant du mouvement sioniste qui soutenait publiquement l’établissement d’un foyer national juif en Palestine. Cette lettre précède de cinq mois la déclaration devant le Parlement de Lord Arthur Balfour, secrétaire d'état britannique aux affaires étrangères.
Lors de la conférence de la paix de Paris en 1919, il est président de la « commission des affaires grecques » où il gère les différends entre la Grèce d'Elefthérios Venizélos et l'Italie, principalement à propos de l'Épire du Nord. En 1920, il devient président de la Compagnie Radio-France, entreprise qui s'apprête à jouer un rôle international et de la Compagnie Standard franco-américaine, fondée par la Banque de Paris et des Pays-Bas et la firme américaine Standard Oil of New Jersey (future ExxonMobil),, puis, en 1930, de la Banque de Paris et des Pays-Bas.
En 1926, il écrit à propos de l'exercice de la diplomatie : « Diplomatie nouvelle, vieille diplomatie, ce sont des mots qui ne répondent à rien de réel. Ce qui tend à se modifier c'est l'extérieur ou, si l'on veut, la parure de la diplomatie. Le fond restera le même parce que la nature humaine ne change pas ».
Dans les années 1930, Jules Cambon est membre du conseil d'administration de l'École libre des sciences politiques.

## Principales publications
- Exposé de la situation générale de l'Algérie (2 volumes, 1895-1897)
- Le Gouvernement général de l'Algérie (1891-1897) (1918)
- Le Diplomate (1926) Texte en ligne

## Distinctions
- Grand-croix de la Légion d'honneur Grand Officier du 31 décembre 1904, il est fait grand-croix le 13 juillet 1908[9]
- Grand-croix avec collier de l'ordre de Charles III d'Espagne en 1913.
- Doctorat honoris causa de l'université de Chicago, le 18 juin 1901[10].
- Army Distinguished Service Medal[11].
- Collier de l'ordre du Lion blanc (4 mars 1934[12])